# ジェームス・マーベル
- ジェームズ・マーベル

ジェームス・マイケル・マーベル（James Michael Marvel, 1993年9月17日 - ）は、アメリカ合衆国カリフォルニア州サンフランシスコ出身のプロ野球選手（投手）。右投右打。

## 経歴

### プロ入り前
高校時代に2012年のMLBドラフト37巡目（全体1120位）でミネソタ・ツインズから指名されたが、契約せずにデューク大学へ進学した。

### プロ入りとパイレーツ時代
2015年のMLBドラフト36巡目（全体1087位）でピッツバーグ・パイレーツから指名されプロ入り。
2019年9月8日にメジャーへ昇格し、同日のセントルイス・カージナルス戦に先発登板してメジャーデビューを果たした。
2020年、2021年はメジャーへ昇格することはなかった。2021年オフの11月7日に自由契約となった。

### フィリーズ傘下時代
2022年3月8日にフィラデルフィア・フィリーズとマイナー契約を結んだ。この年は傘下のAAA級リーハイバレー・アイアンピッグスで35試合（先発9試合）に登板して6勝7敗、防御率6.05。オフの11月10日に自由契約となった。

### 独立リーグ時代
2023年4月28日にアトランティックリーグのハイポイント・ロッカーズと契約した。1試合に登板し、5回3失点だった。

### レンジャーズ傘下時代
2023年5月7日にテキサス・レンジャーズとマイナー契約を結んだ。契約後は傘下のAAA級ラウンドロック・エクスプレスへ配属されたが、6試合の登板で防御率7.88と不振で、6月11日に自由契約となった。

### 日本ハム時代
2023年6月19日に北海道日本ハムファイターズが獲得を発表した。背番号は31。
イースタン・リーグで4試合に登板後、7月15日に一軍初昇格すると、翌16日の埼玉西武ライオンズ戦（ベルーナドーム）で来日初登板。3番手として1回無安打無失点に抑えた。8月2日の千葉ロッテマリーンズ戦（ZOZOマリンスタジアム）では、打球を左手に受けた上原健太に代わって、3回裏無死満塁から救援登板すると、中村奨吾に適時打、マイク・ブロッソーに犠飛を許して同点としたものの後続は断ち、その後も7回まで投げて5回3安打無失点と好投。その間に味方が勝ち越したため、来日初勝利を挙げた。翌週・9日の西武戦（エスコンフィールドHOKKAIDO）では、離脱した上原に代わって来日初先発登板。4回まで無失点に抑えるも、5回に失策が絡んで失点し、4回2/3を5安打3失点（自責0）で敗戦投手となった。その後も救援・先発共にこなし、この年は8試合に登板（2試合に先発）。2勝2敗、防御率2.49を記録した。その後、オフの10月30日に退団が発表された。

## 選手としての特徴
ストレートの球速は平均145km/hと派手さはないものの、カーブ、チェンジアップ、ツーシームなどを駆使して打者を確実に打ち取りに行く堅実な投球が持ち味。

## 詳細情報

### 年度別投手成績
| 年 度    | 球 団    | 登 板 | 先 発 | 完 投 | 完 封 | 無 四 球 | 勝 利 | 敗 戦 | セ 丨 ブ | ホ 丨 ル ド | 勝 率 | 打 者 | 投 球 回 | 被 安 打 | 被 本 塁 打 | 与 四 球 | 敬 遠 | 与 死 球 | 奪 三 振 | 暴 投 | ボ 丨 ク | 失 点 | 自 責 点 | 防 御 率 | W H I P |
| -------- | -------- | ----- | ----- | ----- | ----- | -------- | ----- | ----- | -------- | ----------- | ----- | ----- | -------- | -------- | ----------- | -------- | ----- | -------- | -------- | ----- | -------- | ----- | -------- | -------- | ------- |
| 2019     | PIT      | 4     | 4     | 0     | 0     | 0        | 0     | 3     | 0        | 0           | .000  | 84    | 17.1     | 25       | 4           | 6        | 0     | 2        | 9        | 0     | 0        | 16    | 16       | 8.31     | 1.79    |
| 2023     | 日本ハム | 8     | 2     | 0     | 0     | 0        | 2     | 2     | 0        | 0           | .500  | 93    | 21.2     | 21       | 1           | 9        | 0     | 1        | 12       | 0     | 0        | 9     | 6        | 2.49     | 1.38    |
| MLB：1年 | MLB：1年 | 4     | 4     | 0     | 0     | 0        | 0     | 3     | 0        | 0           | .000  | 84    | 17.1     | 25       | 4           | 6        | 0     | 2        | 9        | 0     | 0        | 16    | 16       | 8.31     | 1.79    |
| NPB：1年 | NPB：1年 | 8     | 2     | 0     | 0     | 0        | 2     | 2     | 0        | 0           | .500  | 93    | 21.2     | 21       | 1           | 9        | 0     | 1        | 12       | 0     | 0        | 9     | 6        | 2.49     | 1.38    |

- 2023年度シーズン終了時

### 年度別守備成績
| 年 度 | 球 団    | 投手（P） | 投手（P） | 投手（P） | 投手（P） | 投手（P） | 投手（P） |
| 年 度 | 球 団    | 試 合     | 刺 殺     | 補 殺     | 失 策     | 併 殺     | 守 備 率  |
| ----- | -------- | --------- | --------- | --------- | --------- | --------- | --------- |
| 2019  | PIT      | 4         | 1         | 3         | 0         | 0         | 1.000     |
| 2023  | 日本ハム | 8         | 1         | 2         | 0         | 0         | 1.000     |
| MLB   | MLB      | 4         | 1         | 3         | 0         | 0         | 1.000     |
| MLB   | MLB      | 8         | 1         | 2         | 0         | 0         | 1.000     |

- 2023年度シーズン終了時

### 記録

#### NPB
初記録
- 初登板：2023年7月16日、対埼玉西武ライオンズ13回戦（ベルーナドーム）、6回裏に3番手で救援登板、1回無失点[9]
- 初奪三振：同上、6回裏に古賀悠斗から見逃し三振[9]
- 初勝利：2023年8月2日、対千葉ロッテマリーンズ15回戦（ZOZOマリンスタジアム）、3回裏無死に2番手で救援登板、5回無失点[10]
- 初先発登板：2023年8月9日、対埼玉西武ライオンズ16回戦（エスコンフィールドHOKKAIDO）、4回2/3を5安打3失点（自責点0）で敗戦投手[11]

### 背番号
- 74（2019年）
- 31（2023年6月23日 - 同年終了）